# Curarú
Curarú es una localidad del Partido de Carlos Tejedor, provincia de Buenos Aires, Argentina.

## Población
Cuenta con 422 habitantes (Indec, 2010), lo que representa un descenso del 5,8 % frente a los 448 habitantes (Indec, 2001) del censo anterior.
| Gráfica de evolución demográfica de Curarú entre 1991 y 2010 |
|                                                              |
| Fuente: Censos nacionales del INDEC                          |

## Toponimia
El nombre de la localidad proviene del vocablo currarru, que significa piedra incandescente o brasas en la lengua de los indios Pampas.

## Historia

### Fundación
El 10 de marzo de 1910 el sr. Diego Lezica Alvear, funda el pueblo que lleva el mismo nombre del establecimiento agrícola que le pertenecía.
En el año 1912 Diego Lezica Alvear, hizo colocar los primeros alambrados para rematar y colonizar el pueblo e introducir las primeras marcas de ganado, ejemplares de raza y máquinas agrícolas.

## Economía
Su desarrollo económico se relaciona directamente con las actividades agropecuarias de su zona de influencia.

## Educación
Las instituciones educativas existentes en Curarú son:
- Jardín de infantes N.º 905 "Merceditas"
- Escuela Primaria N.º 5 "General Manuel Belgrano"
- Escuela de educación secundaria N.º 5.

## Deportes y actividades sociales
- Club Social y Deportivo Unión: institución deportiva cuya actividad principal es el fútbol; fundada en 1953. Sus colores son blanco y negro y actualmente participa en la Liga Pehuajense de fútbol.

## Personalidades reconocidas
- Mona Moncalvillo (n. 1947), periodista.

## Parroquias de la Iglesia católica en Curarú
| Diócesis  | Nueve de Julio            |
| --------- | ------------------------- |
| Parroquia | Nuestra Señora del Carmen |

## Ferrocarril
- Estación Curarú